# Islas Egmont

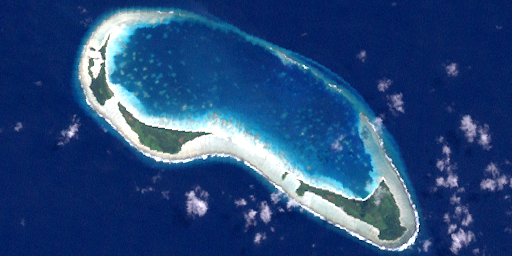
Imagen Landsat del atolón

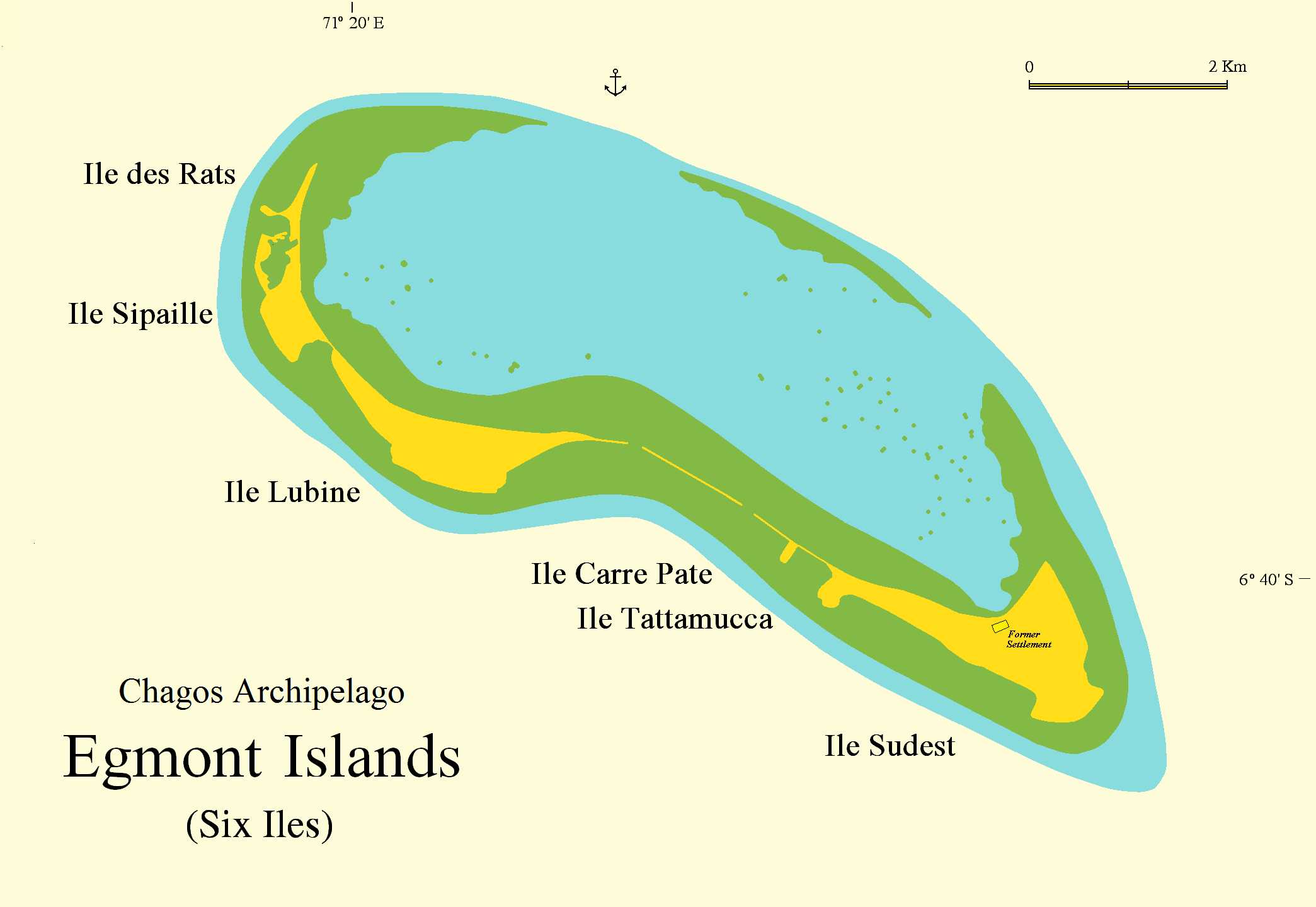
Mapa de las islas Egmont.

Las islas Egmont (en inglés Egmont Islands) o también Seis Islas (Six Iles) son unas islas deshabitadas pertenecientes al archipiélago de Chagos en pleno océano Índico. Son administradas por el Reino Unido pero reclamadas por Mauricio.
Este pequeño atolón se encuentra a menos de 10 km al sur del Gran Banco de Chagos. La isla más cercana es la isla de Peligro en el Gran Banco de Chagos.
Su tamaño total es de 29 km², incluyendo la laguna y la franja de corales de arrecife. La superficie total es de alrededor de 4 km².
La isla más grande es "Isla-Sud-Est" (Eastern Egmont), donde se encontraba anteriormente un asentamiento, con una superficie de 1,5 km ². Si bien "isla Lubine" es similar en tamaño, los otros islotes son más pequeños. Todas las islas están cubiertas de árboles de coco. Las islas están situadas en el lado sur del arrecife de coral. De sudeste a noroeste son:
- isla Sud-Est (también llamada Eastern Egmont)
- isla Takamaka (también llamada Tattamucca)#Isla Carre Pate (también llamada Carpathe)
- isla Lubina (Lubine)
- isla Cipayo (Cipaye, también Sipaille y Cipaille)
- isla de las Ratas.

Al oeste de la isla de las Ratas estaba situado un islote, hoy unido a esta isla.

## Historia
Probablemente descubierto por Pedro de Mascarenhas en 1512, al mismo tiempo que el resto del archipiélago de Chagos, las islas Egmont fueron colonizadas por los franceses en la segunda mitad del siglo XVII. Desde que el capitán británico Robert Moresby estableció un mapa del atolón en 1838, las islas se unieron artificialmente mediante la construcción de una calzada y por las ganancias en el arrecife de coral o se fusionaron de forma natural. Luego se cubrieron con cocoteros.
Entre 1966 y 1973, la población del archipiélago de Chagos, incluida la de las islas Egmont, fue evacuada y trasladada a Mauricio y las Seychelles, para permitir el desarrollo de actividades militares en la base militar británica de Diego Garcia. Desde entonces, las islas Egmont han servido principalmente para anclar a los navegantes que pasan por el archipiélago.